# Aston Martin F1 Team
Das Aston Martin F1 Team ist ein mit britischer Lizenz fahrender Formel-1-Rennstall mit Sitz im englischen Silverstone. Das Team entstand im August 2018 nach der Insolvenz von Force India und war in der Debütsaison als Racing Point Force India F1 Team sowie 2019 und 2020 als Racing Point F1 Team gemeldet. Seit 2023 geht Aston Martin mit Lance Stroll und dem zweimaligen Weltmeister Fernando Alonso an den Start.
Der Automobilhersteller Aston Martin hat 1959 und 1960 bereits mit einem eigenen Werksteam unter der Meldebezeichnung David Brown Organisation an der Formel 1 teilgenommen. Dieses Engagement ist organisatorisch, besitztechnisch und daher auch statistisch von dem aktuellen und hier beschriebenen getrennt. 

## Entstehungsgeschichte
Nachdem der mit indischer Lizenz startende Rennstall Force India im Juli 2018 insolvent geworden war, übernahm das am 2. August 2018 eingetragene Unternehmen Racing Point UK Ltd. das Personal und das Material Force Indias. Hinter Racing Point steht eine Investorengruppe um den kanadischen Unternehmer Lawrence Stroll, den Vater des Rennfahrers Lance Stroll. Ziel war es, mit der technischen Ausrüstung Force Indias weiterhin in der Formel-1-Weltmeisterschaft anzutreten. Medienberichte gingen überwiegend davon aus, dass Lance Stroll, der 2018 für das unterlegene Williams-Team gefahren war, auf diesem Weg die Möglichkeit erhalten sollte, künftig für einen konkurrenzfähigeren Rennstall an den Start zu gehen. Ähnlich war die Familie bereits 2014 vorgegangen, als sie das etablierte Formel-3-Team Prema, dessen Fahrer von 2012 bis 2016 in jedem Jahr die Formel-3-Euroserie gewannen, übernahm und Lance Stroll dort als Fahrer einsetzte.
Racing Point ist nicht der Rechtsnachfolger Force Indias, sondern wird als neu gegründeter Rennstall betrachtet. Die FIA akzeptierte die Meldung von Racing Point am Donnerstag vor dem Großen Preis von Belgien 2018. Die Teams der Formel-1-Weltmeisterschaft entschieden einstimmig, dass Racing Point die Preisgelder von Force India beanspruchen kann. Allerdings wurden nur die Weltmeisterschaftspunkte berücksichtigt, die Racing Point ab dem Großen Preis von Belgien erzielte; die bis zur Sommerpause von Force India eingefahrenen Punkte blieben außer Betracht. Außerdem entschieden die übrigen Rennställe, dass der Begriff Force India für den Rest der Saison Bestandteil des Teamnamens bleiben muss. Neuer Teamchef wurde Otmar Szafnauer. Er trat an die Stelle von Robert Fernley, der Force India mit Eröffnung des Insolvenzverfahrens verlassen hatte.
Im April 2020 hieß es, Racing Point werde ab 2021 unter dem Namen Aston Martin teilnehmen. Dem war eine Beteiligung von Strolls Konsortium an dem in wirtschaftlichen Schwierigkeiten befindlichen britischen Sportwagenhersteller Aston Martin vorausgegangen. Stroll und seine Geschäftspartner hatten Anfang 2020 etwa 182 Mio £ in Aston Martin investiert und einen Unternehmensanteil von 16,7 Prozent übernommen. Stroll wurde zudem Executive Chairman von Aston Martin. Im Januar 2021 änderte das den Rennstall tragende Unternehmen seinen Namen von Racing Point UK Ltd. in AMR GP Ltd. Der Rennstall behält seinen Sitz in Silverstone.

## 2018 bis 2020: Racing Point

Logo von Racing Point

### 2018
Das erste Rennen des Teams war der Große Preis von Belgien, das 13. Rennen der Formel-1-Weltmeisterschaft 2018. Racing Point setzte für den Rest der Saison die VJM11-Chassis ein, mit denen Force India an den Start gegangen war. Sie wurden von Mercedes-Motoren angetrieben. Die Autos behielten die rosa-weiß-blaue Lackierung der Force-India-Fahrzeuge bei.
Fahrer waren die bisherigen Force-India-Piloten Esteban Ocon und Sergio Pérez. Beide Fahrer belegten in Belgien die zweite Startreihe hinter Lewis Hamilton und dem späteren Sieger Sebastian Vettel. Das Rennen beendeten sie auf den Plätzen fünf und sechs. Damit erreichte Racing Point nach dem ersten Rennen bereits mehr Punkte als der mit einem gleichen Motor antretende Konkurrent Williams F1 im Laufe der gesamten Saison. Am Saisonende nach dem neunten Grand Prix für Racing Point belegte der Rennstall den siebten Platz in der Konstrukteurswertung.

### 2019

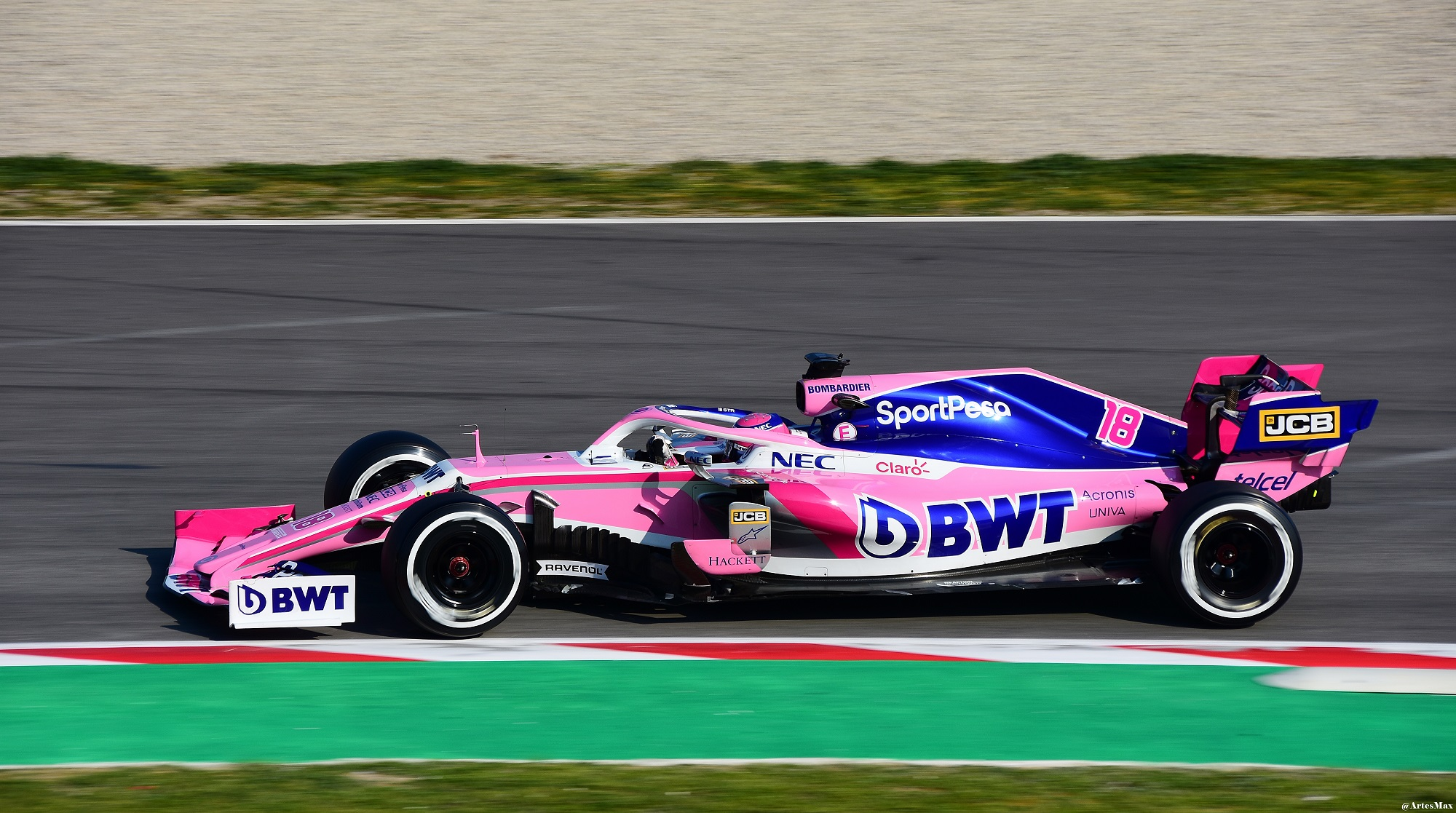
Lance Stroll während der Testfahrten in Barcelona 2019

2019 ging das Team mit dem Namen Racing Point an den Start, auch das Chassis war unter diesem Namen gemeldet. Pérez blieb beim Team, Ocon wurde durch Lance Stroll ersetzt. Beim Großen Preis von Deutschland 2019 erzielte Lance Stroll mit dem vierten Platz das bis dahin beste Ergebnis des Rennstalles. Am Saisonende belegte Racing Point mit 73 Punkten den siebten Gesamtrang. Perez wurde Zehnter mit 52, Stroll 15. mit 21 Punkten.

### 2020

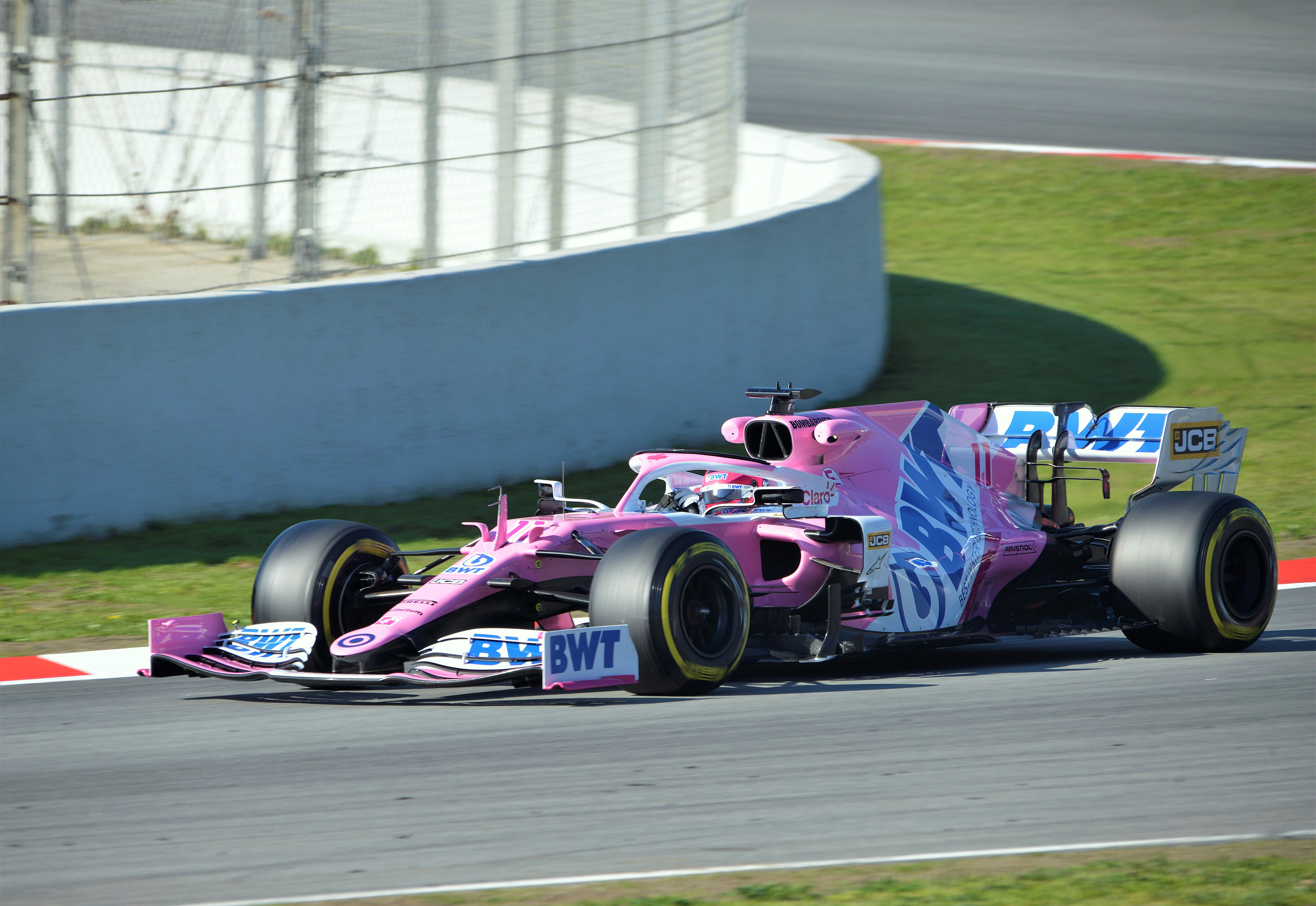
Sergio Perez im RP20

Logo von Racing Point in der Saison 2020

Die Fahrerpaarung blieb für das Jahr 2020 unverändert.
Nachdem bereits während der Saisonvorbereitung der RP20 wegen seiner Ähnlichkeit mit dem Mercedes des Vorjahres für Kontroversen gesorgt hatte, wurde im Anschluss an das Rennen in der Steiermark ein formeller Protest gegen den Wagen erhoben. Dieser betraf speziell die Bremsschächte, die laut Reglement von jedem Team selbst entworfen werden müssen. Die FIA beschlagnahmte die Bremskanäle des RP20 und forderte die des W10 an, um den Protest zu untersuchen. Im Vorfeld des Großen Preises von Großbritannien wurde Sergio Pérez positiv auf das Virus SARS-CoV-2 getestet. Dadurch durfte er nicht am Grand Prix teilnehmen. Das Team verpflichtete Nico Hülkenberg als kurzfristigen Ersatz. Beim Großen Preis des 70-jährigen Jubiläums ersetzte Hülkenberg Pérez erneut. Am 7. August 2020 verhängten die FIA-Sportkommissare nach Einsprüchen von Renault gegen das Team einen Abzug von 15 Punkten sowie eine Geldstrafe in Höhe von 400.000 Euro, weil die hinteren Bremsschächte des RP20 denen des Mercedes W10 des Jahres 2019 zu ähnlich seien. Die Strafe gilt nur für den Großen Preis der Steiermark; für die restlichen Rennen wurde eine Verwarnung ausgesprochen. Nachdem zunächst Ferrari, Renault und Racing Point selbst gegen das Urteil Berufung einlegten, zogen alle drei diese nach und nach zurück. Damit ist das Urteil rechtskräftig und es sind keine weiteren Punktabzüge oder Disqualifikationen in dieser Sache zu erwarten. Beim Großen Preis von Italien holten Racing Point mit Lance Stroll als Drittplatziertem ihr erstes Podium. Den Großen Preis der Eifel musste Lance Stroll wegen einer Magenverstimmung auslassen, die sich später als Teil einer Corona-Infektion herausstellte. Damit kam Nico Hülkenberg zu einem weiteren Einsatz. In der Türkei gelang Lance Stroll im regennassen Qualifying überraschend die erste Pole in der Teamgeschichte. Im ebenfalls nassen Rennen kam er schließlich als Neunter ins Ziel, während Pérez als Zweiter sein erstes Podium unter dem Namen Racing Point holte. Bei einem chaotischen Großen Preis von Sachir gewann Pérez, welcher nach der ersten Runde noch 18. und Letzter war, während Stroll Dritter wurde. Es war sowohl für Pérez, als auch für Racing Point der erste Sieg in der Formel 1. Zudem war es das erste Doppelpodium für den Rennstall.
Racing Point beendete die Saison auf dem vierten Platz der Konstrukteurswertung mit 195 Punkten. Die 15 Punkte Abzug sind dabei berücksichtigt. Platz vier ist das beste Gesamtergebnis in der Teamgeschichte. Auch in der Fahrerwertung schloss Sergio Pérez als Vierter mit 125 Punkten ab. Das ist sowohl sein bestes Ergebnis, als auch das beste eines Racing Point-Fahrers bisher. Lance Stroll wurde Elfter mit 75 Punkten, während Nico Hülkenberg mit zehn Zählern Platz 15 belegte.
Im Rahmen des Großen Preises der Toskana wurde bekannt, dass Sergio Pérez das Team nach der Saison verlassen wird. Sein Cockpit übernahm ab 2021 Sebastian Vettel.

## Ab 2021: Aston Martin F1 Team

### 2021

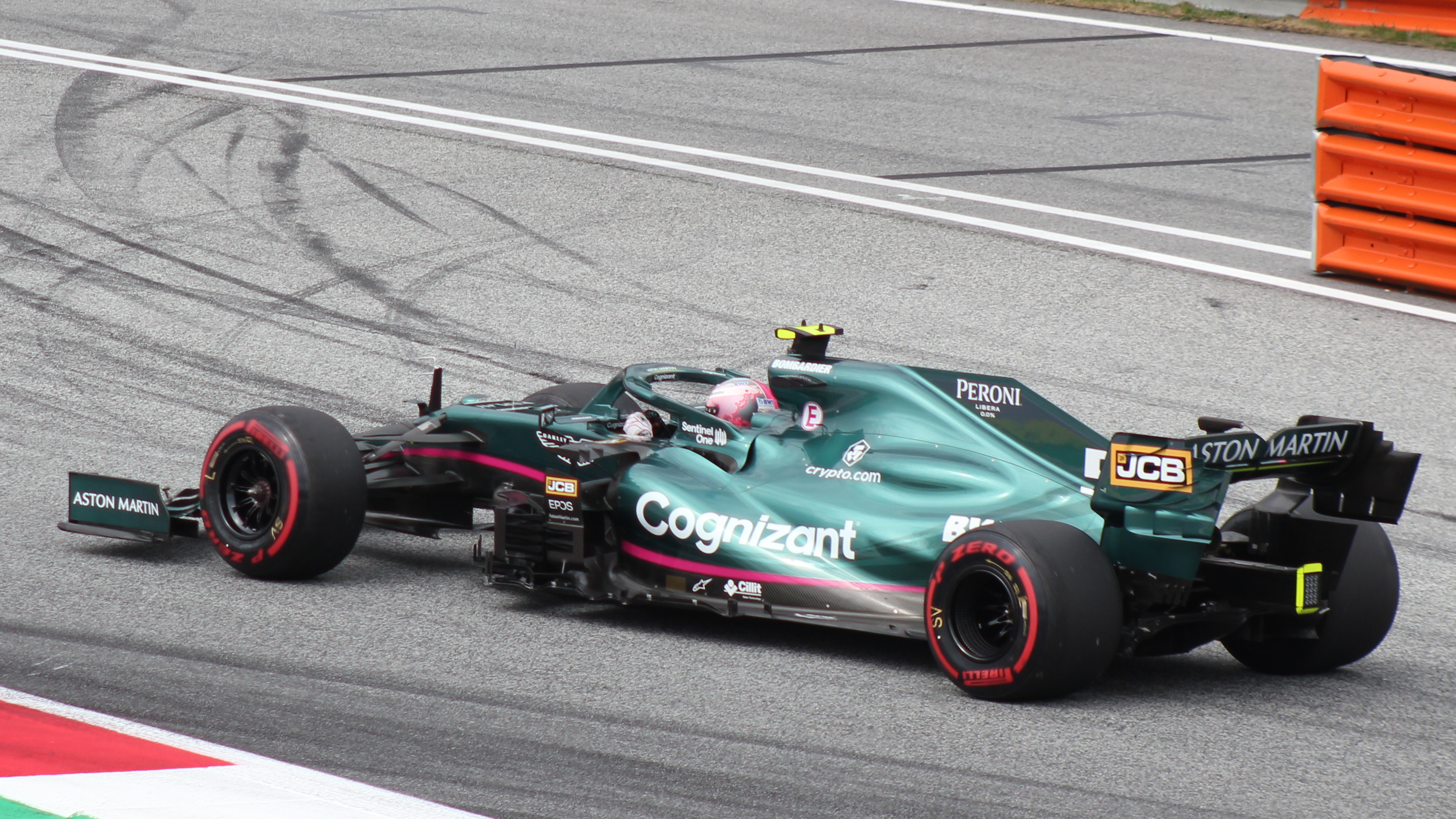
Sebastian Vettel im Aston Martin AMR21 beim Großen Preis von Österreich 2021

In der ersten Saison als Aston Martin setzte das Team neben dem bisherigen Racing-Point-Piloten Lance Stroll als neuen Fahrer Sebastian Vettel ein, der in den zurückliegenden Jahren für die Scuderia Ferrari gefahren war. Außerdem wurde Nico Hülkenberg nach seinen Einsätzen in der Saison 2020 als offizieller Ersatzfahrer bestätigt. Einsatzfahrzeug war der Aston Martin AMR21. Die Farbe der Autos änderte sich von Rosa in Dunkelgrün.
Beim Großen Preis von Aserbaidschan erzielte Sebastian Vettel mit dem zweiten Platz die bis dato beste Platzierung des Teams unter dem Namen Aston Martin. Beim Großen Preis von Ungarn erzielte Vettel den zweiten Platz. Nach dem Rennen wurde er jedoch disqualifiziert, da in seinem Auto zu wenig Benzin im Tank war. Die Forderung nach einer Neubetrachtung des fehlenden Sprits im Wagen von Sebastian Vettel wurde abgelehnt. Am Saisonende belegte das Team mit 77 Punkten Rang 7 der Konstrukteurswertung.

### 2022

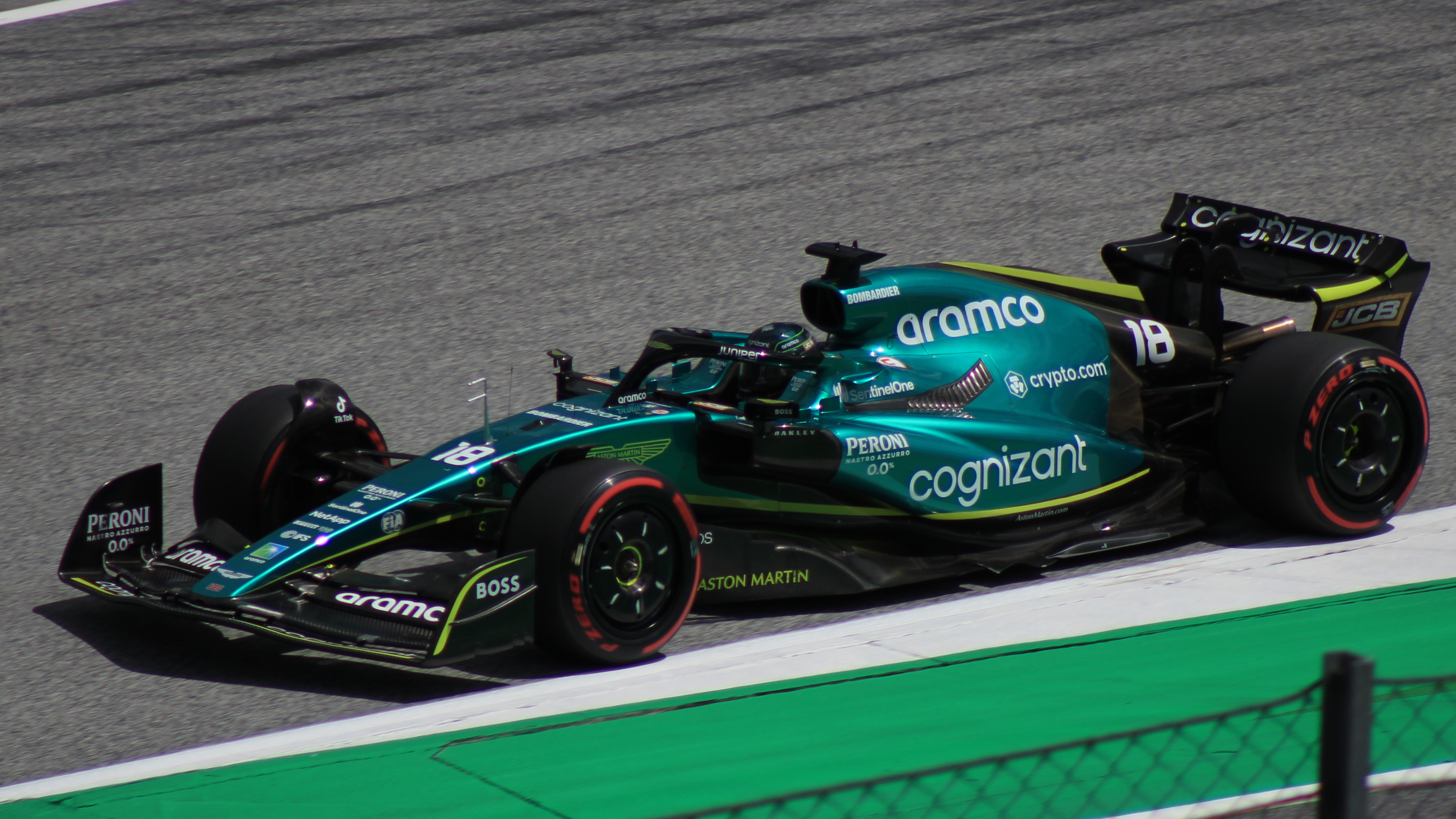
Lance Stroll im Aston Martin AMR22 beim Großen Preis von Österreich 2022

Im Januar 2022 verließ der langjährige Teamchef Otmar Szafnauer den Rennstall. Sein Nachfolger ist Mike Krack. Für das Jahr 2022 blieb die Fahrerpaarung unverändert. Im Vorfeld des Großen Preises von Bahrain wurde Sebastian Vettel positiv auf Covid-19 getestet. Für diesen sowie den darauf folgenden Großen Preis von Saudi-Arabien wurde er durch Nico Hülkenberg ersetzt.
Am 28. Juli gab Sebastian Vettel bekannt, dass er am Ende der Saison seine Formel 1 Karriere beende wird. Wenige Tage später wurde bekannt gegeben, dass Fernando Alonso einen mehrjährigen Vertrag mit Aston Martin unterschrieben hat.
Am 12. September wurde bekannt gegeben, dass Felipe Drugovich als erster Fahrer dem Förderprogramm von Aston Martin beitritt und er beim Großen Preis von Abu Dhabi 2022 am ersten freien Training für den Rennstall teilnehmen soll.
Am Saisonende belegte das Team mit 55 Punkten Rang 7 der Konstrukteurswertung.

### 2023

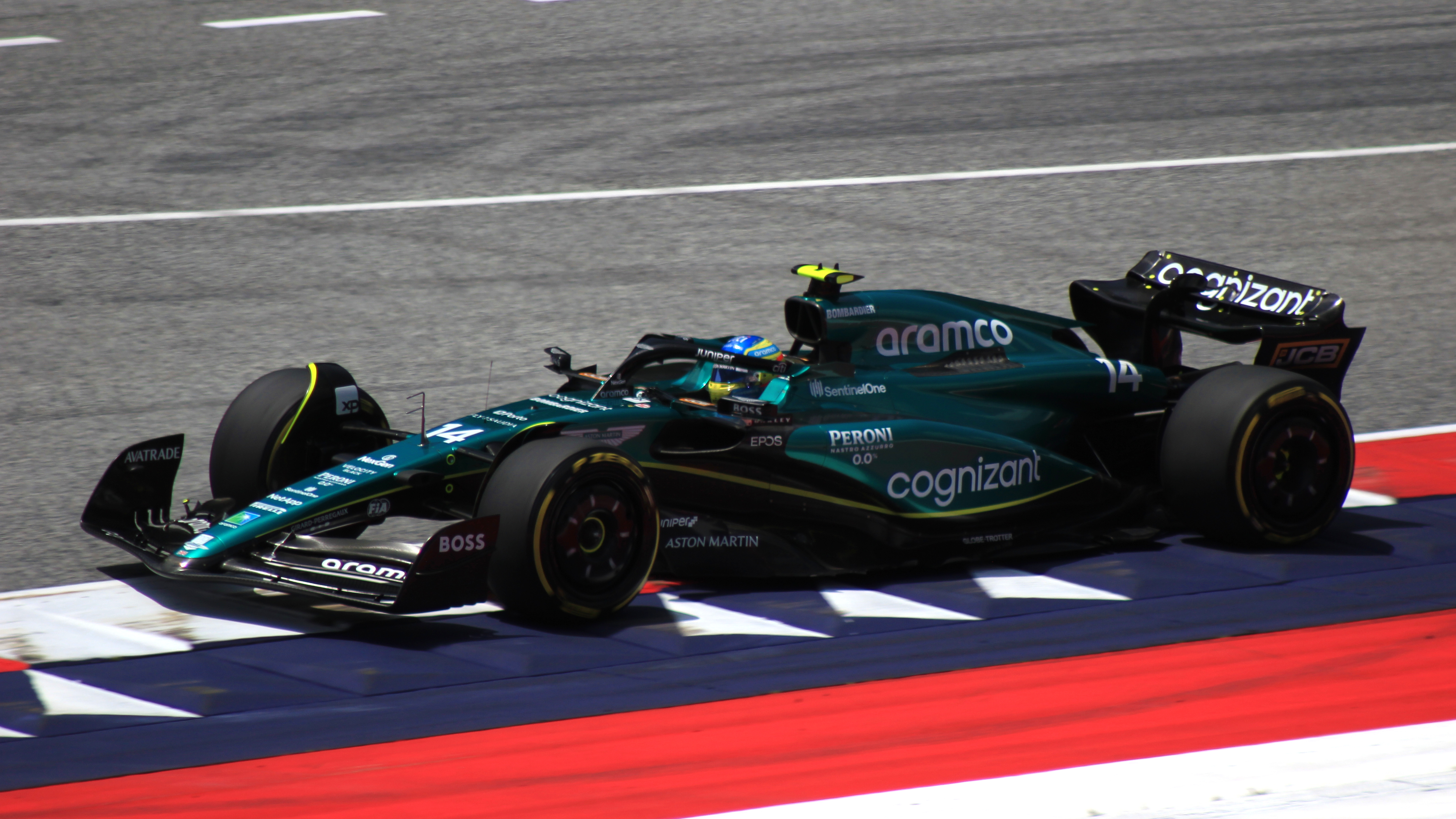
Fernando Alonso im Aston Martin AMR23 beim Großen Preis von Österreich 2023

Die Saison 2023 begann das Team mit Stroll und dem neu zum Team gekommenen Fernando Alonso.
Im Qualifying für den Großen Preis von Singapur 2023 verunfallte Lance Stroll. Daraufhin beschloss er gemeinsam mit dem Aston Martin F1 Team, dass er nicht am Großen Preis teilnehmen wird.

## Zahlen und Daten

### Statistik in der Formel 1
Stand: Großer Preis von Ungarn, 3. August 2025
| Saison | Teamname                              | Chassis            | Motor        | Reifen | Grand Prix | Siege | Zweiter | Dritter | Poles | schn. Runden | Punkte   | WM-Rang |
| ------ | ------------------------------------- | ------------------ | ------------ | ------ | ---------- | ----- | ------- | ------- | ----- | ------------ | -------- | ------- |
| 2018   | Racing Point Force India F1 Team      | Force India VJM11  | Mercedes     | P      | 9          | –     | –       | –       | –     | –            | 52       | 7.      |
| 2019   | SportPesa Racing Point F1 Team        | Racing Point RP19  | BWT Mercedes | P      | 21         | –     | –       | –       | –     | –            | 73       | 7.      |
| 2020   | BWT Racing Point F1 Team              | Racing Point RP20  | BWT Mercedes | P      | 17         | 1     | 1       | 2       | 1     | –            | 195(210) | 4.      |
| 2021   | Aston Martin Cognizant F1 Team        | Aston Martin AMR21 | Mercedes M12 | P      | 22         | –     | 1       | –       | –     | –            | 77       | 7.      |
| 2022   | Aston Martin Aramco Cognizant F1 Team | Aston Martin AMR22 | Mercedes M13 | P      | 22         | –     | –       | –       | –     | –            | 55       | 7.      |
| 2023   | Aston Martin Aramco Cognizant F1 Team | Aston Martin AMR23 | Mercedes M14 | P      | 22         | –     | 3       | 5       | –     | 1            | 280      | 5.      |
| 2024   | Aston Martin Aramco F1 Team           | Aston Martin AMR24 | Mercedes M15 | P      | 24         | –     | –       | –       | –     | 2            | 94       | 5.      |
| 2025   | Aston Martin Aramco F1 Team           | Aston Martin AMR25 | Mercedes M16 | P      | 14         | –     | –       | –       | –     | –            | 52       | 6.      |
| Gesamt | Gesamt                                | Gesamt             | Gesamt       | Gesamt | 151        | 1     | 5       | 7       | 1     | 3            | 893      |         |

Anmerkungen
1. ↑  In der Saison 2020 wurden dem Team als Strafe 15 Punkte abgezogen.

### Alle Fahrer von Racing Point und des Aston Martin F1 Team in der Formel 1
Stand: Großer Preis von Ungarn, 3. August 2025
| Name             | Jahre      | Grand Prix | Punkte | Siege | Zweiter | Dritter | Poles | SR | beste WM-Pos.    |
| ---------------- | ---------- | ---------- | ------ | ----- | ------- | ------- | ----- | -- | ---------------- |
| Lance Stroll     | 2019–      | 138        | 272    | –     | –       | 2       | 1     | –  | 10. (2023)       |
| Fernando Alonso  | 2023–      | 60         | 302    | –     | 3       | 5       | –     | 3  | 4. (2023)        |
| Sergio Pérez     | 2018–2020  | 45         | 209    | 1     | 1       | –       | –     | –  | 04. (2020)       |
| Sebastian Vettel | 2021–2022  | 42         | 80     | –     | 1       | –       | –     | –  | 12. (2021, 2022) |
| Esteban Ocon     | 2018       | 9          | 20     | –     | –       | –       | –     | –  | 12. (2018)       |
| Nico Hülkenberg  | 2020, 2022 | 4          | 10     | –     | –       | –       | –     | –  | 15. (2020)       |

Aktuelle Fahrer sind gelb dargestellt.

### Ergebnisse in der Formel 1
| Saison | Chassis           | Fahrer        | Nr. | 1   | 2    | 3   | 4   | 5    | 6   | 7  | 8    | 9    | 10  | 11  | 12  | 13 | 14 | 15  | 16  | 17  | 18  | 19  | 20  | 21  | 22 | 23  | 24 | Punkte  | Rang |
| ------ | ----------------- | ------------- | --- | --- | ---- | --- | --- | ---- | --- | -- | ---- | ---- | --- | --- | --- | -- | -- | --- | --- | --- | --- | --- | --- | --- | -- | --- | -- | ------- | ---- |
| 2018   | Force India VJM11 |               |     |     |      |     |     |      |     |    |      |      |     |     |     |    |    |     |     |     |     |     |     |     |    |     |    | 52      | 7.   |
| 2018   | Force India VJM11 | S. Pérez      | 11  |     |      |     |     |      |     |    |      |      |     |     |     | 5  | 7  | 16  | 10  | 7   | 8   | DNF | 10  | 8   |    |     |    | 52      | 7.   |
| 2018   | Force India VJM11 | E. Ocon       | 31  |     |      |     |     |      |     |    |      |      |     |     |     | 6  | 6  | DNF | 9   | 9   | DSQ | 11  | 14  | DNF |    |     |    | 52      | 7.   |
| 2019   | RP19              |               |     |     |      |     |     |      |     |    |      |      |     |     |     |    |    |     |     |     |     |     |     |     |    |     |    | 73      | 7.   |
| 2019   | RP19              | S. Pérez      | 11  | 13  | 10   | 8   | 6   | 15   | 13  | 12 | 12   | 11   | 17  | DNF | 11  | 6  | 7  | DNF | 7   | 8   | 7   | 10  | 9   | 7   |    |     |    | 73      | 7.   |
| 2019   | RP19              | L. Stroll     | 18  | 9   | 14   | 12  | 9   | DNF  | 16  | 9  | 13   | 14   | 13  | 4   | 17  | 10 | 12 | 13  | 11  | 10  | 12  | 13  | 19* | DNF |    |     |    | 73      | 7.   |
| 2020   | RP20              |               |     |     |      |     |     |      |     |    |      |      |     |     |     |    |    |     |     |     |     |     |     |     |    |     |    | 210 195 | 4.   |
| 2020   | RP20              | S. Pérez      | 11  | 6   | 6    | 7   | INJ | INJ  | 5   | 10 | 10   | 5    | 4   | 4   | 7   | 6  | 2  | 18* | 1   | DNF |     |     |     |     |    |     |    | 210 195 | 4.   |
| 2020   | RP20              | L. Stroll     | 18  | DNF | 7    | 4   | 9   | 6    | 4   | 9  | 3    | DNF  | DNF | INJ | DNF | 13 | 9  | DNF | 3   | 10  |     |     |     |     |    |     |    | 210 195 | 4.   |
| 2020   | RP20              | N. Hülkenberg | 27  |     |      |     | DNS | 7    |     |    |      |      |     | 8   |     |    |    |     |     |     |     |     |     |     |    |     |    | 210 195 | 4.   |
| 2021   | AMR21             |               |     |     |      |     |     |      |     |    |      |      |     |     |     |    |    |     |     |     |     |     |     |     |    |     |    | 77      | 7.   |
| 2021   | AMR21             | S. Vettel     | 05  | 15  | *15* | 13  | 13  | 5    | 2   | 9  | 12   | *17* | DNF | DSQ | 5   | 13 | 12 | 12  | 18  | 10  | 7   | 11  | 10  | DNF | 11 |     |    | 77      | 7.   |
| 2021   | AMR21             | L. Stroll     | 18  | 10  | 8    | 14  | 11  | 8    | DNF | 10 | 8    | 13   | 8   | DNF | 20  | 12 | 7  | 11  | 9   | 12  | 14  | DNF | 6   | 11  | 13 |     |    | 77      | 7.   |
| 2022   | AMR22             |               |     |     |      |     |     |      |     |    |      |      |     |     |     |    |    |     |     |     |     |     |     |     |    |     |    | 55      | 7.   |
| 2022   | AMR22             | S. Vettel     | 5   | INJ | INJ  | DNF | 8   | *17* | 11  | 10 | 6    | 12   | 9   | 15  | 11  | 10 | 8  | 14  | DNF | 8   | 6   | 8   | 14  | 11  | 10 |     |    | 55      | 7.   |
| 2022   | AMR22             | L. Stroll     | 18  | 12  | 13   | 12  | 10  | 10   | 15  | 14 | *16* | 10   | 11  | 13  | 10  | 11 | 11 | 10  | 18* | 6   | 12  | DNF | 15  | 10  | 8  |     |    | 55      | 7.   |
| 2022   | AMR22             | N. Hülkenberg | 27  | 17  | 12   |     |     |      |     |    |      |      |     |     |     |    |    |     |     |     |     |     |     |     |    |     |    | 55      | 7.   |
| 2023   | AMR23             |               |     |     |      |     |     |      |     |    |      |      |     |     |     |    |    |     |     |     |     |     |     |     |    |     |    | 280     | 5.   |
| 2023   | AMR23             | F. Alonso     | 14  | 3   | 3    | 3   | 46  | 3    | 2   | 7  | 2    | 5    | 7   | 9   | 5   | 2  | 9  | 15  | 8   | 6   | DNF | DNF | 3   | 9   | 7  |     |    | 280     | 5.   |
| 2023   | AMR23             | L. Stroll     | 18  | 6   | DNF  | 4   | 78  | 12   | DNF | 6  | 9    | 94   | 14  | 10  | 9   | 11 | 16 | WD  | DNF | 11  | 7   | 17* | 5   | 5   | 10 |     |    | 280     | 5.   |
| 2024   | AMR24             |               |     |     |      |     |     |      |     |    |      |      |     |     |     |    |    |     |     |     |     |     |     |     |    |     |    | 94      | 5.   |
| 2024   | AMR24             | F. Alonso     | 14  | 9   | 5    | 8   | 6   | 7    | 9   | 19 | 11   | 6    | 12  | 18  | 8   | 11 | 8  | 10  | 11  | 6   | 8   | 13  | DNF | 14  | 11 | 7   | 9  | 94      | 5.   |
| 2024   | AMR24             | L. Stroll     | 18  | 10  | DNF  | 6   | 12  | 15   | 17  | 9  | 14   | 7    | 14  | 13  | 7   | 10 | 11 | 13  | 19  | 19* | 14  | 15  | 11  | DNS | 15 | DNF | 14 | 94      | 5.   |
| 2025   | AMR25             |               |     |     |      |     |     |      |     |    |      |      |     |     |     |    |    |     |     |     |     |     |     |     |    |     |    | 52      | 6.   |
| 2025   | AMR25             | F. Alonso     | 14  | DNF | DNF  | 11  | 15  | 11   | 15  | 11 | DNF  | 9    | 7   | 7   | 9   | 17 | 5  |     |     |     |     |     |     |     |    |     |    | 52      | 6.   |
| 2025   | AMR25             | L. Stroll     | 18  | 6   | 9    | 20  | 17  | 16   | 165 | 15 | 15   | WD   | 17  | 14  | 7   | 14 | 7  |     |     |     |     |     |     |     |    |     |    | 52      | 6.   |

| Legende  | Legende            | Legende                                                          |
| Farbe    | Abkürzung          | Bedeutung                                                        |
| -------- | ------------------ | ---------------------------------------------------------------- |
| Gold     | –                  | Sieg                                                             |
| Silber   | –                  | 2. Platz                                                         |
| Bronze   | –                  | 3. Platz                                                         |
| Grün     | –                  | Platzierung in den Punkten                                       |
| Blau     | –                  | Klassifiziert außerhalb der Punkteränge                          |
| Violett  | DNF                | Rennen nicht beendet (did not finish)                            |
| Violett  | NC                 | nicht klassifiziert (not classified)                             |
| Rot      | DNQ                | nicht qualifiziert (did not qualify)                             |
| Rot      | DNPQ               | in Vorqualifikation gescheitert (did not pre-qualify)            |
| Schwarz  | DSQ                | disqualifiziert (disqualified)                                   |
| Weiß     | DNS                | nicht am Start (did not start)                                   |
| Weiß     | WD                 | zurückgezogen (withdrawn)                                        |
| Hellblau | PO                 | nur am Training teilgenommen (practiced only)                    |
| Hellblau | TD                 | Freitags-Testfahrer (test driver)                                |
| ohne     | DNP                | nicht am Training teilgenommen (did not practice)                |
| ohne     | INJ                | verletzt oder krank (injured)                                    |
| ohne     | EX                 | ausgeschlossen (excluded)                                        |
| ohne     | DNA                | nicht erschienen (did not arrive)                                |
| ohne     | C                  | Rennen abgesagt (cancelled)                                      |
| ohne     | keine WM-Teilnahme |                                                                  |
| sonstige | P/fett             | Pole-Position                                                    |
| sonstige | 1/2/3/4/5/6/7/8    | Punktplatzierung im Sprint-/Qualifikationsrennen                 |
| sonstige | SR/kursiv          | Schnellste Rennrunde                                             |
| sonstige | *                  | nicht im Ziel, aufgrund der zurückgelegten Distanz aber gewertet |
| sonstige | ()                 | Streichresultate                                                 |
| sonstige | unterstrichen      | Führender in der Gesamtwertung                                   |

Anmerkungen
1. ↑  In der Saison 2020 wurden dem Team als Strafe 15 Punkte abgezogen.

## Übersicht des aktuellen Personals
| Aufgabenbereich                    | Name                |
| ---------------------------------- | ------------------- |
| Stammfahrer                        | Fernando Alonso     |
| Stammfahrer                        | Lance Stroll        |
| Testfahrer                         | Felipe Drugovich    |
| Testfahrer                         | Stoffel Vandoorne   |
| Teamchef                           | Andy Cowell         |
| Teammanager                        | Andy Stevensen      |
| Einsatzleiter an der Rennstrecke   | Mike Krack          |
| Technischer Leiter                 | Bob Bell            |
| Technischer Direktor               | Enrico Cardile      |
| stellv. technischer Direktor       | Eric Blandin        |
| Chefingenieur                      | Tom McCullough      |
| Chefdesigner                       | Akio Haga, Ian Hall |
| Chefaerodynamiker                  | Simon Phillips      |
| Renningenieur Alonso               | Chris Cronin        |
| Renningenieur Stroll               | Andrew Vizard       |
| Leiter technischer Betrieb         | Andrew Alessi       |
| Leitender Ingenieur                | Luca Furbatto       |
| Leitender Streckeningenieur        | Brad Joyce          |
| Leiter Performance-Optimierung     | Ben Mitchell        |
| Kommerzieller Leiter               | Jefferson Slack     |
| Chefmechaniker                     | Curtis Stones       |
| Chefmechaniker von Fernando Alonso | Michael Brown       |
| Chefmechaniker von Lance Stroll    | Scott Tuggart       |
| Leiter Kommunikation               | Will Hings          |
| Botschafter                        | Pedro de la Rosa    |